# Triplophysa minxianensis
Triplophysa minxianensis är en fiskart som först beskrevs av Wang och Zhu, 1979.  Triplophysa minxianensis ingår i släktet Triplophysa och familjen grönlingsfiskar. Inga underarter finns listade i Catalogue of Life.